# Nashua (Minnesota)
Nashua es una ciudad ubicada en el condado de Wilkin en el estado estadounidense de Minnesota. El Censo de 2010 mostraba que Nashua tenía una población de 68 habitantes y una densidad poblacional de 7,51 personas por km².

## Geografía
Nashua se encuentra ubicada en las coordenadas 46°2′16″N 96°18′21″O / 46.03778, -96.30583. Según la Oficina del Censo de los Estados Unidos, Nashua tiene una superficie total de 9.05 km², de los cuales 9.05 km² corresponden a tierra firme y (0%) 0 km² es agua.

## Demografía
Según el censo de 2010, había 68 personas residiendo en Nashua, una población notablemente pequeña. La densidad de población era de 7,51 hab./km². De los 68 habitantes, Nashua estaba compuesto por el 100% blancos, el 0% eran afroamericanos, el 0% eran amerindios, el 0% eran asiáticos, el 0% eran isleños del Pacífico, el 0% eran de otras razas y el 0% pertenecían a dos o más razas lo cual demuestra la poca diversidad cultural de Nashua. Del total de la población el 14.71% eran hispanos o latinos de cualquier raza.

## Localidades adyacentes
El diagrama siguiente presenta las localidades en un  radio de 24 km alrededor de Nashua.